# Чернышёв, Фёдор Иванович
Фёдор Иванович Чернышёв (8 [21] июня 1902, Ярославль — 7 апреля 1977, Москва) — советский военный, государственный и политический деятель, контр-адмирал (27.01.1951).

## Биография
Родился 8 июня 1902 года в Ярославле.
1920—1926 гг.: краснофлотец частей РККФ, с 1923 г. — краснофлотец-ученик Машинной школы Учебного отряда, с 1924 г. — краснофлотец частей Морских сил Чёрного моря. Член ВКП(б) с 1926 года. 1926—1941 гг. — в запасе: с 1929 г. — слушатель Коммунистического ВУЗа в г. Иванове; с 1931 г. — на преподавательской работе; с 1933 г. — слушатель Института красной профессуры в г. Москве; с 1936 г. — преподаватель в учебных заведениях г. Москвы и Якутии; с 1939 г. — 2-й секретарь Якутского обкома партии.
Участник Великой Отечественной войны 1941—1945 гг. 1941—1945 гг.: в октябре — начальник политотдела охраны водного района; с октября 1941 г. — инструктор Политуправления флота; с февраля 1942 г. — начальник политотдела Мурманского укрепрайона, с августа 1942 г. — начальник политотдела береговой обороны Главной базы флота; с февраля 1943 г. — заместитель начальника политотдела Северного оборонительного района; с ноября 1943 г. — начальник политотдела Иоканьгской ВМБ; с декабря 1943 г. — начальник политотдела бригады подводных лодок, с июля 1944 г. — заместитель начальника Политуправления Северного флота.
Октябрь — ноябрь 1945 г. — в распоряжении Главного политуправления ВМФ. Ноябрь 1945 г. — октябрь 1946 г. — заместитель по учебной части начальника Высших военно-политических курсов ВМФ. 1946—1950 гг. — начальник отдела Управления пропаганды и агитации Главного политуправления Советской армии и ВМФ. 1950—1956 гг.: с марта — заместитель начальника Управления пропаганды и агитации Главного политуправления ВМС; с мая 1953 г. — Главного политуправления Советской армии и ВМФ. С 27 января 1951 г. — контр-адмирал. 1956—1960 гг. — главный редактор журнала «Пропагандист и агитатор» Главного политуправления Советской армии и ВМФ. Октябрь 1960 г. — февраль 1961 г. — в распоряжении Главного политуправления Советской армии и ВМФ. С 14 февраля 1961 г. — в запасе по болезни.
Депутат Верховного Совета СССР 1 -го созыва.
Автор публикаций в периодической печати и других изданиях.
Награждён орденами Красного Знамени (2), Нахимова II ст., Отечественной войны I—II ст., Красной Звезды, медалями.
Чернышёв Ф. И. скончался 7 апреля 1977 г. в г. Москве; похоронен на Кунцевском кладбище.